# 松井謙
松井 謙（まつい　けん、2001年1月15日 - ）は、日本のレスリンググレコローマン元選手。愛知県出身。階級は55g級。身長161cm。

## 来歴
小学生の時からレスリングの全国大会で何度も上位入賞を果たしていた。石尾台中学2年と3年の時に全国中学生選手権のフリースタイルでそれぞれ3位になった。中京学院大学附属中京高校2年の時に全国高校生グレコローマン選手権と国体少年の部50㎏級でそれぞれ優勝を飾った。さらには、世界カデット選手権でも優勝した。3年の時には階級を55㎏級に上げると、全国高校生グレコローマン選手権と国体少年の部でそれぞれ2連覇した。全日本選手権でも2位になった。2019年に日体大へ進学すると、1年の時にはJOC杯ジュニアの部で優勝、世界ジュニア選手権では3位になった。3年の時には全日本選抜選手権で優勝した。世界選手権では準決勝で2018年の世界選手権で優勝したアゼルバイジャンのエルダニズ・アジズリにフォール勝ちすると、決勝ではヨーロッパチャンピオンであるロシアレスリング連盟のエミン・セフェルシャエフを7－1で破って、日本のグレコローマン選手としては史上最年少の20歳8ヶ月23日で世界チャンピオンとなった。全日本選手権では決勝でテクニカルフォール負けして2位だった。4年の時には全日本選抜選手権で2連覇するも、プレーオフで拓殖大学の塩谷優に敗れて世界選手権代表を逃した。
現役を引退する意向であることが2022年12月14日、判明。

## 主な戦績
- 2014年 -　全国中学生選手権　3位（42kg級）
- 2015年 -　全国中学生選手権　3位（47kg級）
- 2016年 -　JOC杯カデットの部　優勝（54kg級）

50㎏級での戦績
- 2016年 -　全国高校生グレコローマン選手権　2位
- 2017年 -　全国高校生グレコローマン選手権　優勝
- 2017年 -　世界カデット選手権　優勝
- 2017年 -　国体 少年の部　優勝

55㎏級での戦績
- 2018年 -　全国高校生グレコローマン選手権　優勝
- 2018年 -　国体 少年の部　優勝
- 2018年 -　全日本選手権　2位
- 2019年 -　JOC杯ジュニアの部　優勝
- 2019年 -　世界ジュニア選手権　3位
- 2021年 -　全日本選抜選手権　優勝
- 2021年 -　世界選手権　優勝
- 2021年 -　全日本選手権　2位
- 2022年 -　全日本選抜選手権　優勝

（出典）